# Klubi Futbollit Spartaku Tiranë
Lo Spartak Tirana è una società calcistica albanese con sede nella città di Tirana. Il club attualmente milita in Kategoria e Tretë.

## Storia
Il club venne fondato nel 1950 a Tirana dopo la seconda guerra mondiale. Nel 1954 fa la sua prima apparizione in Kategoria Superiore. A causa della riorganizzazione delle squadre sportive nel 1959 la maggior parte dei giocatori dello Spartak Tirana si trasferì al 17 Nentori (oggi noto come Tirana) e venne sciolto.
53 anni dopo nel 2012 il club è stato rifondato da Artan Vangjeli, Telman Perleka, Rezart Sejdini, Leonard Haroku, Gilbert Hysko con il patrocinio della società IDS Group guidata da Agron Shehaj e Fatmir Lamcja .

## Società

### Organigramma societario
- Artan Vangjeli - Presidente

### Sponsor
- 2012-oggi =  Givova

## Allenatori e presidenti
| Allenatori - 1950-1955 ... - 1955 Hivzi Sakiqi - 1957 Loro Boriçi - 1957-1959 Adam Karapici... - 2012-2019 Artan Vangjeli - 2019-oggi Telman Perleka | Presidenti - 2012-2017 Agron Shehaj - 2017-2019 Fatmir Lamcaj - 2019-oggi Artan Vangjeli |

## Palmarès

### Competizioni nazionali
- Kategoria e Parë: 2

1953, 1956